# Sagres (Portugal)
Sagres is een Portugese plaats in het westen van de Algarve, bij de Kaap Sint-Vincent, het zuidwestelijkste punt van het Europese vasteland. De plaats hoort bij de gemeente Vila do Bispo, en had in 2001 1939 inwoners op een oppervlakte van 34,28 km².

## Geschiedenis
Sagres is bekend als residentie van prins Hendrik de Zeevaarder. De grond werd hem geschonken in 1443 en hij beheerde er zijn belangen tot zijn dood in 1460.

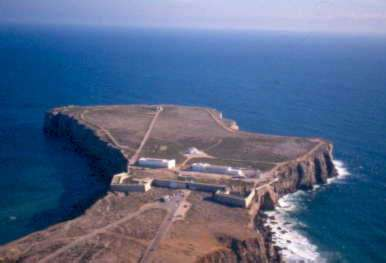
Het kasteel van Sagres